# Peugeot 404
Peugeot 404 — задньоприводний автомобіль середнього класу французького автовиробника Peugeot. Він виготовлявся в Європі з травня 1960 по жовтень 1975 року.
Перші прототипи автомобіля були випущені в 1957 році. Попередником автомобіля був 403, від якого до 404 перейшли деякі двигуни і коробки передач.
Зовнішність автомобіля була розроблена ательє Pininfarina. Він продовжує лінію Pininfarina, розроблену BMC ADO9.
Автомобіль виготовлявся в кузові седан, універсал, пікап, купе і кабріолет. Кузова кабріолета і купе виготовлялися на заводі Pininfarina в Італії і позначалися логотипом Pininfarina між дверима і задньою колісною аркою).
За межами Європи модель виготовлялася протягом тривалого часу. Наприклад, в Аргентині автомобіль виготовлявся до 1982 року, а в Кенії до 1988 року (пікап) і до 1989 року (седан).
Всього виготовлено 2 885 374 автомобілів Peugeot 404.
Виробництво 404 відновили в 2017 році на заводі в Тунісі для африканського ринку.

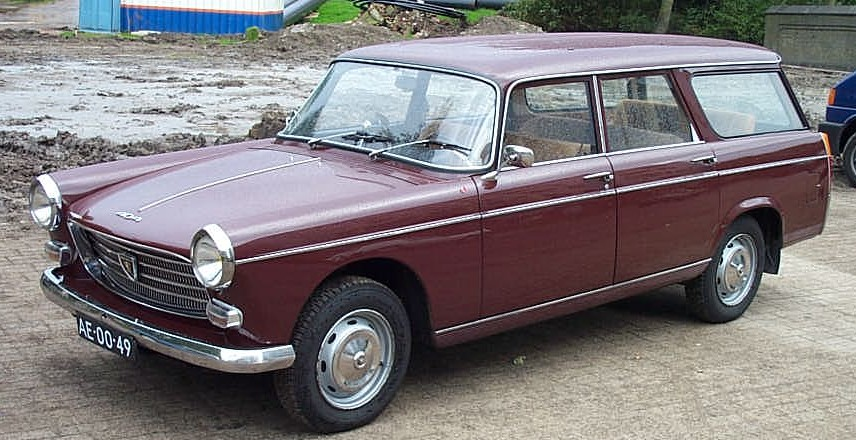
Peugeot 404 Familiale
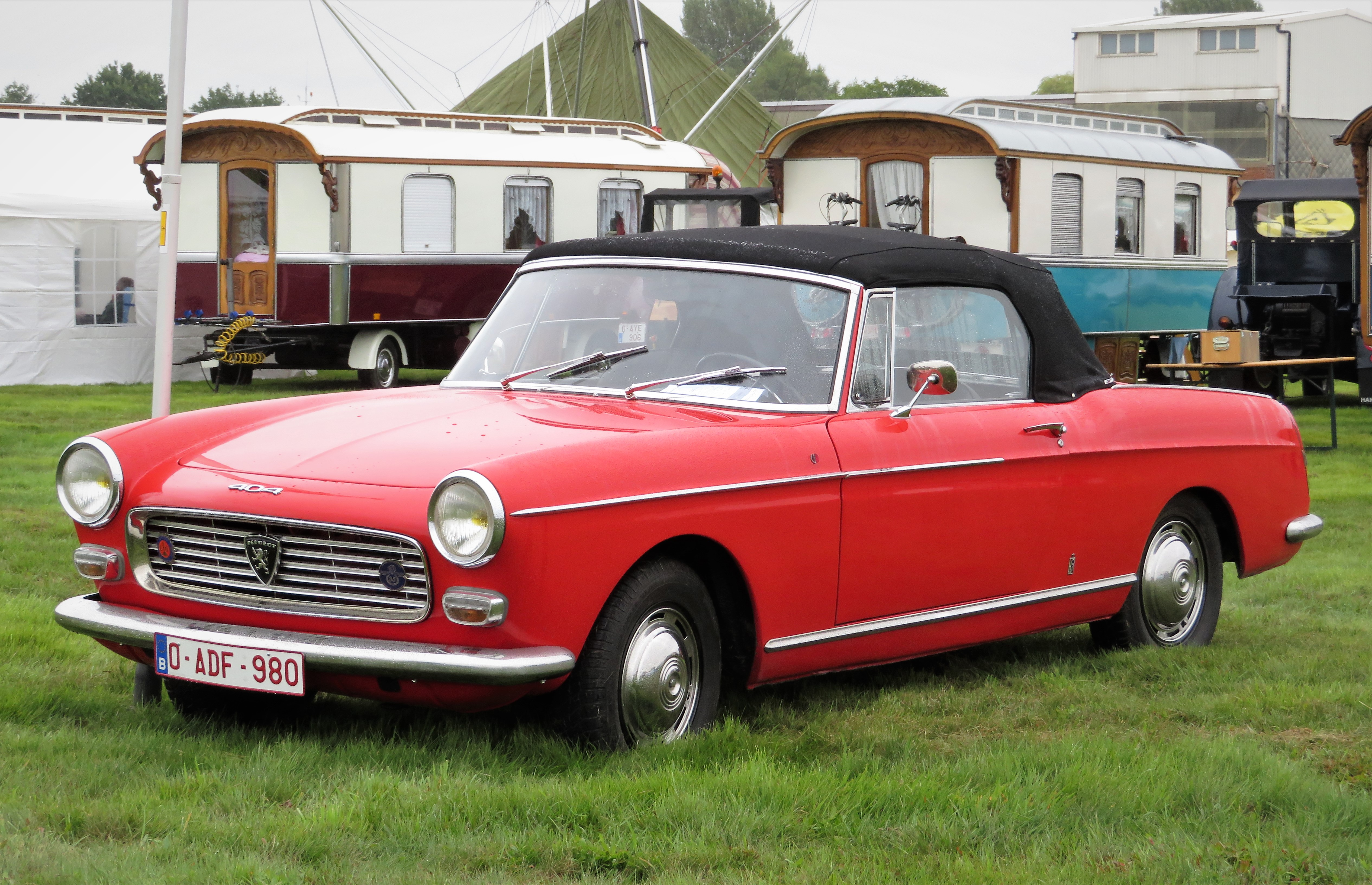
Peugeot 404 Cabriolet
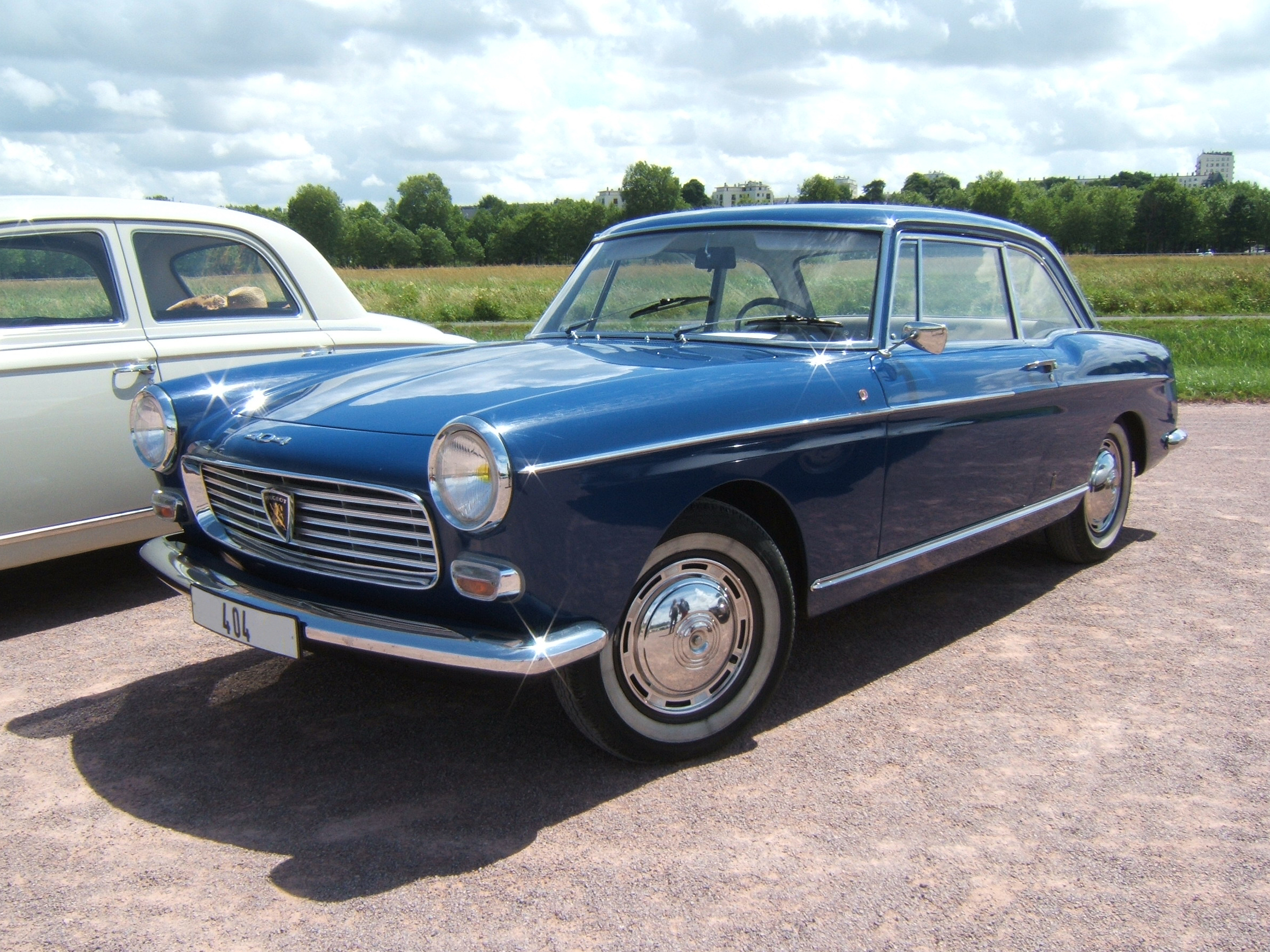
Peugeot 404 Coupe
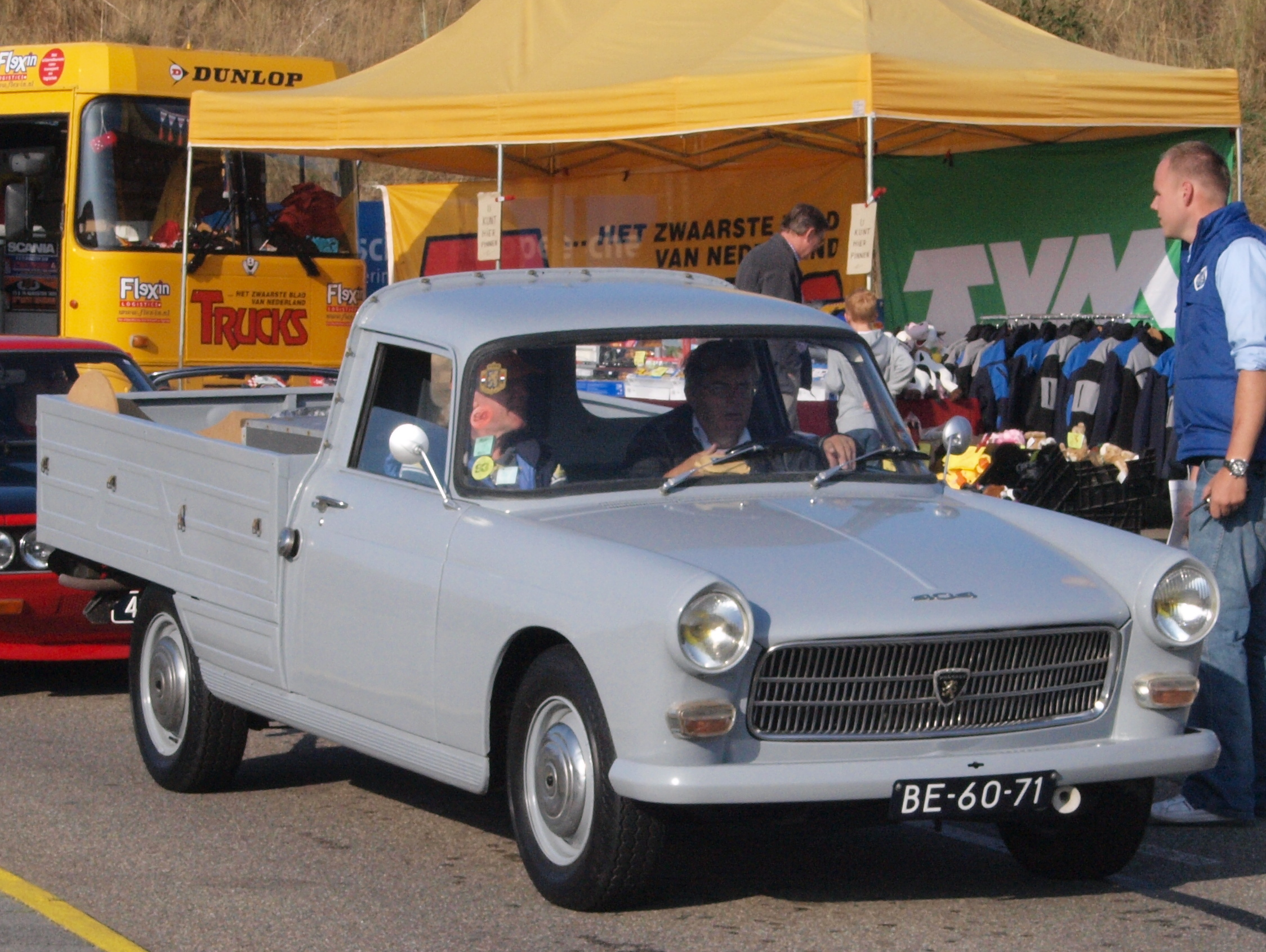
Peugeot 404 пікап